# Margarita Iwanowna Rudomino
Margarita Iwanowna Rudomino (russisch Маргарита Ивановна Рудомино; * 20. Junijul. / 3. Juli 1900greg. in Białystok, Gouvernement Grodno; † 9. April 1990 in Moskau) war eine sowjetische Bibliothekarin.

## Leben
Rudominos Vater Iwan Michailowitsch Rudomino (1860–1916) war Agronom und betätigte sich unternehmerisch. Ihre Mutter Eleonora Jakowlewna geborene Knote (1877–1915) unterrichtete Deutsch am Gymnasium. Ab 1901 lebte die Familie im Gouvernement Saratow, wo der Vater Arbeit fand. Häufig besuchte die Mutter mit der Tochter die Großeltern in Grodno. Ab 1905 lebte die Familie in Saratow, wo Rudomino das Gymnasium besuchte (Abschluss 1918). Schon als Kind lernte sie Deutsch und Französisch. Die Mutter reiste wiederholt mit der Tochter nach Deutschland und Frankreich. Die Eltern starben früh, sodass sie ab 1915 bei ihrer Saratower Tante Jekaterina Jakowlewna Kester lebte (geborene Jekaterina Emma Jakowlewna Knote, 1883–1957), Professorin der Universität von Paris und in 1. Ehe verheiratet mit Gustave Guillaume. Die Tante führte höhere Kurse für Fremdsprachen durch und beschäftigte ihre Nichte in der Buchhaltung und in der kleinen Bibliothek. Auch unterrichtete Rudomino selbst Französisch und begann Englisch zu lernen. In der Zeit der Oktoberrevolution und des Bürgerkriegs unterrichtete sie in einer Schule Handarbeit und dann auch Mathematik. In der Saratower Alexander-Marienrealschule arbeitete sie in der Schulbibliothek.
Ab 1921 studierte Rudomino an der Universität Moskau (MGU) in der Romanistik-Germanistik-Abteilung der Fakultät für Gesellschaftswissenschaften. Sie verteidigte 1926 erfolgreich ihre Diplomarbeit über George Bernard Shaw als Sozialisten.
Im Juli 1921 wurde Rudomino Leiterin der Bibliothek an dem von ihrer Tante Jekaterina Kester gegründeten neuen Neophilologie-Institut in Moskau. Als das Institut bereits im August 1921 wieder aufgelöst wurde, blieb auf Initiative Rudominos  die Bibliothek erhalten und wurde mit Genehmigung des Volkskommissariats für Bildung der RSFSR eine selbständige Einrichtung unter Rudominos Leitung, die 1924 die Staatliche Bibliothek für Ausländische Literatur wurde. Höhere Kurse für Fremdsprachen wurden eingerichtet, auf deren Grundlage das Moskauer Institut für Neue Sprachen 1930 entstand. Rudomino absolvierte 1928–1929 die Fortbildungskurse für Bibliothekswesen an der MGU und wurde Ende 1928 zu einem zweimonatigen Studienaufenthalt nach Paris und Berlin geschickt.
Benutzt wurde die Bibliothek für Ausländische Literatur von bedeutenden Literaturwissenschaftlern, Linguisten, Historikern und Schriftstellern, darunter auch Opponenten der offiziellen  sowjetischen Politik: Samuil Marschak, Roman Samarin, Kornei Tschukowski, Ilja Ehrenburg, Lew Kopelew u. a. Rudomino organisierte in der Bibliothek Lesetreffen mit bekannten ausländischen Kulturschaffenden: Maurice Druon, Pablo Neruda, Alfred Marshall, James Aldridge, C. P. Snow, John Steinbeck u. a.
Nach dem Deutschen Angriffskrieg gegen die Sowjetunion war Rudomino 1945 zwei Monate lang als Oberstleutnant in Deutschland in  der Sowjetischen Besatzungszone, um Bücher auszuwählen, die als Reparationsleistungen abtransportiert wurden und die Bestände insbesondere der Bibliothek für Ausländische Literatur beträchtlich vergrößerten. Für die ordnungsgemäße Arbeit der Bibliothek bemühte sie sich viele Jahre lang um ein neues Gebäude, bis es endlich 1967 gebaut wurde.
Seit 1964 war Rudomino als Vertreterin der UdSSR Mitglied der International Federation of Library Associations and Institutions (IFLA) und ab 1967 1. Vizepräsidentin der IFLA. Als sie als Direktorin der Bibliothek für Ausländische Literatur 1973 aus dem Amt schied und Ljudmila Gwischiani-Kossygina ihre Nachfolgerin wurde, war Rudomino nun gewählte Ehrenvizepräsidentin der IFLA. Sie war befreundet mit der späteren Generaldirektorin der Bibliothek für Ausländische Literatur Jekaterina Genijewa. Rudomino war Vorsitzende der UdSSR-Dänemark-Gesellschaft.
Rudomino war seit 1924 mit dem Lehrer und Redakteur Wassili Nikolajewitsch Moskalenko († 1981) verheiratet, Schwager ihrer Tante Olga Jakowlewna Knote in Kiew, den sie 1916 in Kiew kennen gelernt hatte und mit dem sie einen Sohn und eine Tochter bekam. Sein Neffe war der Raketenkonstrukteur Sergei Koroljow.
Rudomino starb am  9. April 1990 in Moskau und wurde auf dem Donskoi-Friedhof begraben. Seitdem trägt die Bibliothek für Ausländische Literatur ihren Namen.
Ein Rudomino-Denkmal wurde 2021 in der Bibliothek für Ausländische Literatur aufgestellt sowie Büsten im neuen Gebäude der Staatlichen Linguistischen Universität Moskau (2021) und in einem Saratower Gymnasium (2022).

## Ehrungen, Preise
- Ehrenzeichen der Sowjetunion (1962)[2]
- Verdiente Kulturarbeiterin der RSFSR (1968)[2][6]
- Orden des Roten Banners der Arbeit (1970)[2]